# Sebastián Ginóbili
Sebastián Ginóbili (Bahía Blanca, Argentina, 10 de junio de 1972) es un entrenador de baloncesto argentino, que actualmente se desempeña al frente de Plateros de Fresnillo de la Liga Nacional de Baloncesto Profesional de México.
Fue jugador profesional en la posición de Base, desarrollando una extensa carrera en su país en los clubes Quilmes, Deportivo Roca, Estudiantes de Bahía Blanca, Estudiantes de Olavarría y Libertad. También actuó en el Lobos Cantabria de España. 
Integró en diversas ocasiones el plantel de la selección de básquetbol de Argentina.

## Trayectoria como jugador
Ginóbili debutó en la Liga Nacional de Básquet el 22 de septiembre de 1991 vistiendo la camiseta de Quilmes en un duelo contra su clásico rival Peñarol. Jugó cinco temporadas con los marplatenses antes de unirse al Deportivo Roca. En su única temporada con ese club registró una marca de 16,6 puntos, 3 rebotes, 4,7 asistencias y 2 robos por partido. 
En 1997 fichó con Estudiantes de Bahía Blanca, donde jugó una temporada junto a su hermano Emanuel Ginóbili. Tras un año más con los bahienses, acordó su retorno a Quilmes, que había regresado a la primera división luego de un paso por el Torneo Nacional de Ascenso. Jugó dos temporadas en buen nivel, conduciendo al equipo hasta los playoffs. 
Para la temporada 2001-02 migró a Estudiantes de Olavarría, mientras que el base de ese equipo, Daniel Farabello, se incorporó a Quilmes. Ambos se enfrentaron en la serie de semifinales. Jugando de manera muy intensa, el equipo de Ginóbili se impuso por 3-2 y llegó así a las finales, donde fue ampliamente superado Atenas de Córdoba. 
Luego de ello Ginóbili dejó la Argentina para actuar con el Lobos Cantabria de la LEB Oro, bajo la expresa misión de devolver al equipo a la ACB. Sin embargo en sus dos años allí no pudo lograrlo. 
Regresó a su país para iniciar lo que sería su primer ciclo con Libertad, el cual duró dos años y culminó con la obtención del subcampeonato en la temporada temporada 2005-06 de la LNB.   
A mediados de 2006 el base optó por volver a Quilmes, club en el que era muy apreciado. Sin embargo, aunque tuvo una temporada relativamente buena donde terminó como el máximo líder en asistencias de la LNB, decidió desvincularse de la institución marplatense por un conflicto salarial.
Se produjo, entonces, su segundo ciclo con Libertad, el cual duró de 2007 a 2012, e incluyó la obtención de dos títulos: el Torneo Súper 8 2007 y la corona de la temporada 2007-08 de la LNB. Se retiró de la LNB habiendo disputado 935 partidos en los que anotó 10.791 puntos y entregó 3223 asistencias. Sus últimos minutos como jugador los tuvo en Bahiense del Norte, el club donde se formó, en el semi-profesional torneo de Primera División de la Asociación Bahiense de Básquetbol. 

### Clubes
| Club                        | País      | Año         |
| --------------------------- | --------- | ----------- |
| Quilmes                     | Argentina | 1991 - 1996 |
| Deportivo Roca              | Argentina | 1996 - 1997 |
| Estudiantes de Bahía Blanca | Argentina | 1997 - 1999 |
| Quilmes                     | Argentina | 1999 - 2001 |
| Estudiantes de Olavarría    | Argentina | 2001 - 2002 |
| Lobos Cantabria             | España    | 2002 - 2004 |
| Libertad                    | Argentina | 2004 - 2006 |
| Quilmes                     | Argentina | 2006 - 2007 |
| Libertad                    | Argentina | 2007 - 2012 |
| Bahiense del Norte          | Argentina | 2012        |

## Trayectoria como entrenador
| Club                       | País      | Año             |
| -------------------------- | --------- | --------------- |
| Bahía Basket               | Argentina | 2013 - 2019     |
| Instituto                  | Argentina | 2019 - 2021     |
| Panteras de Aguascalientes | México    | 2021            |
| La Unión de Formosa        | Argentina | 2022 - Presente |
| Plateros de Fresnillo      | México    | 2024 - Presente |

## Selección nacional

### Jugador
Ginóbili fue integrante de los seleccionados juveniles de baloncesto de Argentina. Participó, entre otros torneos, del Campeonato Mundial de Baloncesto Sub-22 Masculino de 1993 junto con otros jugadores que serían futuras estrellas de la LNB como Jorge Racca, Gabriel Cocha y los hermanos Claudio Farabello y Daniel Farabello.
Con el seleccionado mayor, por su parte, sólo recibió una convocatoria: el Campeonato Sudamericano de Baloncesto de 2006, donde Argentina logró el bronce.

### Entrenador
Como entrenador Ginóbili estuvo a cargo del equipo Sub-19 en el año 2015.

## Palmarés

### Campeonatos nacionales
- Liga Nacional de Básquet: (1)

Libertad: 2007-08
- Torneo Súper 8:

Libertad: 2007

## Menciones
- Integrante del Quinteto Ideal de la Liga Nacional 2005/06.
- Participante del Juego de las Estrellas de la LNB 2003, 2005, 2006, 2007, 2008 y 2009.
- Líder en asistencias de la Liga Nacional 2006/07.

## Vida privada
Sebastián Ginóbili es hermano de los ex-baloncestistas Emanuel Ginóbili y Leandro Ginóbili. Jugó profesionalmente con ambos: con Leandro en sus inicios en Quilmes y Deportivo Roca, y con Emanuel durante su paso por Estudiantes de Bahía Blanca.